# Ichirō Saitō
Ichirō Saitō (斉藤一郎 Saitō Ichirō?) (n. 23 august 1909, Prefectura Chiba, Japonia – d. 16 noiembrie 1979) a fost un compozitor japonez de muzică de film.

## Biografie
A urmat studii la Universitatea de Muzică Kunitachi.
Ichirō Saitō a compus muzica de film pentru 334 de filme între 1938 și 1970.

## Filmografie parțială
- 1939: Ie naki musume (家なき娘?), regizat de Seiichi Ina[4]
- 1947: Récit d'un propriétaire (長屋紳士録 Nagaya Shinshiroku?), regizat de Yasujirō Ozu
- 1951: La Danseuse (舞姫 Maihime?), regizat de Mikio Naruse
- 1951: Nuages épars (わかれ雲 Wakare-gumo?), regizat de Heinosuke Gosho
- 1952: La Vie d'O'Haru femme galante (西鶴一代女 Saikaku ichidai onna?), regizat de Kenji Mizoguchi
- 1952: L'Éclair (稲妻 Inazuma?), regizat de Mikio Naruse
- 1952: La Mère (おかあさん Okaasan?), regizat de Mikio Naruse
- 1953: Un couple (夫婦 Fûfu?), regizat de Mikio Naruse
- 1953: Épouse (妻 Tsuma?), regizat de Mikio Naruse
- 1953: Les Contes de la lune vague après la pluie (雨月物語 Ugetsu monogatari?), regizat de Kenji Mizoguchi
- 1953: Frère aîné, sœur cadette (あにいもうと Ani imôto?), regizat de Mikio Naruse
- 1953: Les Musiciens de Gion (祇園囃子 Gion bayashi?), regizat de Kenji Mizoguchi
- 1953: Lettre d'amour (恋文 Koibumi?), regizat de Kinuyo Tanaka
- 1954: Sunetul muntelui (山の音 Yama no oto?), regizat de Mikio Naruse
- 1954: Derniers Chrysanthèmes (晩菊 Bangiku?), regizat de Mikio Naruse
- 1954: Calendrier de femmes (女の暦 Onna no koyomi?), regizat de Seiji Hisamatsu
- 1955: Nuages flottants (浮雲 Ukigumo?), regizat de Mikio Naruse
- 1956: Le Cœur d'une épouse (妻の心 Tsuma no kokoro?), regizat de Mikio Naruse[5]
- 1958: Nuages d'été (鰯雲 Iwashigumo?), regizat de Mikio Naruse
- 1958: La Vengeance des loyaux serviteurs (忠臣蔵 Chūshingura?), regizat de Kunio Watanabe
- 1960: Filles, épouses et une mère (娘・妻・母 Musume tsuma haha?), regizat de Mikio Naruse
- 1960: À l'approche de l'automne (秋立ちぬ Aki tachinu?), regizat de Mikio Naruse
- 1960: Courant du soir (夜の流れ Yoru no nagare?), regizat de Mikio Naruse și Yūzō Kawashima
- 1963: L'Histoire de la femme (女の歴史 Onna no rekishi?), regizat de Mikio Naruse
- 1964: La Légende de Zatoïchi : Mort ou vif (座頭市千両首 Zatōichi senryō-kubi?), regizat de Kazuo Ikehiro
- 1967: Le Banquet (宴 Utage?), regizat de Heinosuke Gosho

## Legături externe
- Ichirō Saitō la Internet Movie Database